# اقتصاد سوريا
سوريا لها تاريخ اقتصادي مضطرب. في عام 1963، جاء حزب البعث العربي الاشتراكي إلى السلطة، ووضع سياسات اشتراكية للتأميم والإصلاح الزراعي. وفي عام 1970، تولى حافظ الأسد السلطة. وجرى تخفيف القيود المفروضة على المشاريع الخاصة، ولكن لا يزال جزء كبير من الاقتصاد تحت سيطرة الحكومة. وبحلول الثمانينات، وجدت سوريا نفسها معزولة سياسيا واقتصاديا، وفي خضم أزمة اقتصادية عميقة. انخفض نصيب الفرد من الناتج المحلي الإجمالي الحقيقي بنسبة 22 في المائة بين عامي 1982 و1989. وفي عام 1990، وضعت حكومة الأسد سلسلة من الإصلاحات الاقتصادية، على الرغم من أن الاقتصاد لا يزال يخضع لتنظيم كبير. شهد الاقتصاد السوري نمواً قوياً طوال التسعينات، وفي عقد 2000. وبلغ نصيب الفرد من الناتج المحلي الإجمالي في سوريا 4,058 دولار أمريكي في عام 2010. ولا تتوافر بيانات رسمية عن الناتج المحلي الإجمالي بعد عام 2012 بسبب الحرب الأهلية السورية.
قبل الحرب الأهلية، كان القطاعان الرئيسيان للاقتصاد السوري هما الزراعة والنفط، اللذان كانا معاً يمثلان نحو نصف الناتج المحلي الإجمالي. ومثلت الزراعة، على سبيل المثال، نحو 26 في المائة من الناتج المحلي الإجمالي ووظفت 25 في المائة من إجمالي قوة العمل. غير أن الظروف المناخية السيئة والجفاف الشديد كان له أثر سلبي على القطاع الزراعي، وبذلك انخفض نصيبه في الاقتصاد إلى حوالي 17 في المائة من الناتج المحلي الإجمالي في عام 2008، بعد أن كان 20.4 في المائة في عام 2007، وفقا للبيانات الأولية الصادرة عن المكتب المركزي للإحصاء. ومن ناحية أخرى، قوبل ارتفاع أسعار النفط الخام بانخفاض في إنتاج النفط وأدى إلى زيادة إيرادات الميزانية والصادرات.
منذ اندلاع الحرب الأهلية السورية، تأثر الاقتصاد السوري بشدة بالعقوبات الاقتصادية المفروضة على التجارة مع جامعة الدول العربية وأستراليا وكندا والاتحاد الأوروبي (وكذلك مع البلدان الأوروبية ألبانيا وأيسلندا وليختنشتاين ومولدوفا والجبل الأسود ومقدونيا الشمالية والنرويج وصربيا وسويسرا) وجورجيا واليابان وكوريا الجنوبية وتايوان وتركيا والولايات المتحدة.
وقد أدت العقوبات والتدمير والاضطراب المرتبطة بالحرب الأهلية إلى خراب اقتصاد سوريا. وبحلول نهاية عام 2013، قدرت الأمم المتحدة الأضرار الاقتصادية الكلية الناجمة عن الحرب الأهلية السورية بمبلغ 143 مليار دولار. وسيصل مجموع الخسائر الاقتصادية من الحرب الأهلية السورية إلى 237 مليار دولار بنهاية عام 2015، وفقا لما أفادت به لجنة الأمم المتحدة الاقتصادية والاجتماعية لغرب آسيا، وسيكلف استيلاء المعارضة السورية على معبر نصيب الحدودي ما بين 500 إلى 700 مليون دولار في السنة كذلك. وفي عام 2018، قدر البنك الدولي أن حوالي ثلث مجموع مساكن سوريا ونصف مرافقها الصحية والتعليمية قد دمرها النزاع. ووفقا للبنك الدولي، فقد ما مجموعه 226 مليار دولار من الناتج المحلي الإجمالي بسبب النزاع من عام 2011 إلى عام 2016.
عانى الاقتصاد السوري من التضخم المفرط المرتبط بالنزاع. معدل التضخم السنوي السوري هو من أعلى المعدلات في العالم.

## نبذة تاريخية
حيث تمتد المرحلة الأولى لغاية سنة 1963 م، وتعاقب على الحكم في هذه المرحلة قوى برجوازية واقطاعية.
المرحلة الثانية والتي تمتد ما بين (1963 م - 1970 م) (تاريخ قيام الحركة التصحيحية)، ففي هذه الفترة ظهرت التوجهات الاشتراكية سوريا من خلال التأميم والإصلاح الزراعي والتوجه نحو دعم الصناعة وعمليات التصنيع وإصدار بعض القوانين المتعلقة بالاستثمارات، لكن التناقضات والصراعات داخل القيادة أثرت على النشاط السياسي والاقتصادي مما أدى إلى اعتماد إصلاحات جديدة تجسدت في الحركة التصحيحية التي أعتبرت آن ذاك بداية عهد جديد لتحقيق النهضة التنموية وذلك بالعمل على نقل البلاد من بلد زراعي إلى بلد صناعي متقدم، وبالتالي تم إنشاء مؤسسات تابعة للقطاع العام تلعب فيها الدولة دورا هاما في توجيه الاقتصاد الوطني، بالإضافة إلى تشجيع الحرفيين والصناعيين في القطاع الخاص بإقامة مؤسسات صغيرة ومتوسطة وتشجيع المبادرات الفردية وجلب رؤوس الأموال المهاجرة، وبناء على ما تقدم فإن الاقتصاد السوري عرف بعض النتائج الإيجابية في فترة التصحيح والانطلاق يمكن إيجازها كما يلي:
- مواصلة بناء مشاريع البنى الأساسية من طرقات وجسور وسكك حديدية وشبكات كهرباء وماء واتصالات وتقنيات متطورة وغيرها.
- تحقيق نوع من التوازن بين مستوى الأجور ومستوى الأسعار، وذلك برفع القدرة الشرائية للمواطنين.
- زيادة معدلات نمو الإنتاج، إذ بلغ إجمالي الناتج المحلي نحو 6.8 مليار ليرة سورية أي (136 مليون دولار) سنة 1970 م إلى 51.2 مليار ليرة سورية (1.024 مليار دولار) سنة 1980 م، و127.7 مليار ليرة سورية (2.554 مليار دولار) سنة 1987 م وتراوح معدل النمو السنوي في هذه الفترة ما بين 7.5% و 8.5%.
- بلغت حصة الفرد من الناتج المحلي الإجمالي 1087 ليرة سورية سنة 1970 م ثم 5890 ليرة سورية سنة 1980 م لتصل إلى 11643 ليرة سورية سنة 1987 م.
- بلغ معدل البطالة 4% سنة 1987 م حيث كانت المؤسسات العامة للدولة تشغل أكثر السكان القادرين على العمل.

غير أن هذه النتائج الإيجابية في الاقتصاد السوري عرفت تراجعا ملموسا بعد سنة 1987 م، تجلى في انخفاض قيمة الليرة السورية بحوالي 12 ضعفا منذ منتصف الثمانينات وبالتالي بادرت السلطات السورية إلى اتخاذ إجراءات وخطوات جديدة تمثلت في إصدار مرسوم سنة 1986 م يتعلق بالاستثمار الزراعي وتقديم المساعدات اللازمة للمستثمرين لتأسيس مجموعة من الشركات الزراعية والتي أدت إلى المساهمة في زيادة إنتاج المواد الغذائية ومنه ظهور موارد تحقيق الأمن الغذائي ابتداء من سنة 1988 م بشكل جيد جدآ، بالإضافة إلى صدور القانون رقم 10 بتاريخ 4 أيار 1991 الخاص بتشجيع الاستثمار المحدد لمجالات الاستثمار المستفيدة من تسهيلاته، فقد أعطى هذا القانون لجميع المستثمرين وبغض النظر عن جنسيتهم الحق في إقامة المشاريع الاسثمارية دون اشتراط مشاركة المواطنين السوريين بأية نسبة من رأس المال، وهذا بهدف جلب رؤوس الأموال العربية المحلية والأجنبية إلى سوريا، وكذا القانون رقم 20 المؤرخ في 6 تموز 1991 المتضمن تعديل نسب وشرائح الضريبة على المداخيل والأرباح الصناعية.
برزت خلال التسعينات عدة تحديات أمام الاقتصاد السوري بدأت تسيطر على التوجهات المستقبلية لهذا البلد يمكن إيجازها كما يلي:
- أن النفط ثروة زائلة لا يعول عليها كمصدر أساسي لموارد الدولة في ظل التقلبات الكثيرة في أسعارها واتجاهها نحو الانخفاض.
- أن معدل النمو السكاني لسوريا يتزايد بمعدل 3.3% سنويا وهو من أعلى نسب النمو في العالم، وما يترتب على ذلك من زيادة الطلب في سوق العمل وتجنيد الموارد اللازمة لمواجهة الإنفاق في مجالات التعليم، الصحة، الرعاية الاجتماعية وغيرها.
- سيترتب عن الانفتاح التجاري الناجم عن منطقة التجارة الحرة العربية أو تلك الناجمة عن الشراكة مع الاتحاد الأوروبي أو الانضمام للمنظمة العالمية للتجارة انعكاسات تمس النسيج الصناعي السوري، باعتبار أن عدد كبير من الصناعات السورية ستتأثر أمام هذا الانفتاح.

وقصد مواجهة هذه التحديات والمتغيرات الإقليمية والعالمية بادرت الهيئات المختصة بذلك في سورية إلى اعتماد جملة من الإجراءات يمكن إيجازها كما يلي:
- ربط الاستيراد بالتصدير وتشجيع الصادرات السورية والسماح للمصدر الاحتفاظ بنسبة 75% من قيمة صادراته بالعملات الصعبة (الأجنبية) من أجل إعادة الاستيراد.
- تخفيض الرسوم الجمركية على الكثير من السلع الغذائية والصناعية مقارنة مع المرحلة السابقة.
- إصدار قانون المهاجرين لسنة 1990 م والذي يسمح للسوريين المهاجرين بإدخال سيارات وأثاث منزلي وآلات وتجهيزات صناعية بهدف الاستثمار في المجال الصناعي أو الزراعي.
- إصدار قانون الاستثمار لسنة 1991 م والذي يسمح للقطاع الخاص الوطني والعربي والأجنبي من إقامة استثمارات صناعية، فلاحية وخدمية وسياحية وتقديم إعفاءات ومزايا عديدة لتشجيع القطاع الخاص وإعطائه دورا هاما في تنمية الاقتصاد السوري بعد أن كان القطاع العام يسيطر على أكثر من 80% من الإنتاج والتسويق في البلاد.
- تسهيلات مصرفية والسماح للمواطنين السوريين بفتح حسابات مصرفية بالعملات الأجنبية من دون قيد أو شرط، وبالتالي إلغاء القانون المانع لتداول العملات الأجنبية داخل البلاد.
- في سياق التطور الاقتصادي والانفتاح حققت المؤسسات المالية والاقتصادية ارتفاعآ ملموسآ منها ارتفاع عدد البنوك في سورية والمؤسسات المالية إلى أكثر من 20 بنك، وإنشاء بورصة دمشق - سوق دمشق للاوراق المالية.

## البنية العامة
يعتبر الاقتصاد السوري اقتصادًا ناميًا ومتعددًا، أثرت الأزمة المندلعة منذ 2011 بشكل بالغ السلبية عليه وبلغت نسبة الانكماش الاقتصادي حوالي 20%. يقدر حجم العمالة في البلاد بحوالي 5.5 مليون شخص يزدادون بمقدار 200 ألف شخص سنويًا، وتبلغ نسبة البطالة 8.4% من مجموع القوى العاملة وقد تفاقمت ما بعد الأزمة السورية لتصل إلى 39%، وحوالي 70% من العاطلين هم من الشباب؛ كما وبنتيجة الأزمة فقد قدّرت الأمم المتحدة نصف السكان بوصفهم ضمن دائرة الفقر. ومما قبل الأزمة، فإنّ عجز السوق عن خلق فرص عمل جيدة لهذه العمالة، دفع عدد كبير من الشباب السوري إلى الهجرة.
بلغت قيمة الصادرات السوريّة عام 2010 حوالي 10.5 مليار دولار نصفها تقريبًا مع الأقطار العربية وعلى رأسها العراق والسعودية وحوالي 30% من الصادرات إلى دول الاتحاد الأوروبي أما سائر النسب توزعت على كوريا الجنوبية والصين والولايات المتحدة الإمريكية. أما واردات البلاد بلغت قيمتها 15 مليار دولار حوالي 16% منها من الدول العربية على رأسها مصر والسعودية وحوالي ربع الواردات جاءت من دول الاتحاد الأوروبي في حين كان نصيب الدول الأوروبية الأخرى نسبة 18% وتوزعت سائر النسب على الصين وتركيا والولايات المتحدة وكوريا الجنوبية والبرازيل. وعمومًا فإن الواردات السورية تنتمي إلى القطاع التقني والمعدات والآليات الصناعية الثقيلة إلى جانب بعض المواد الخام.

### الزراعة وتربية الحيوان

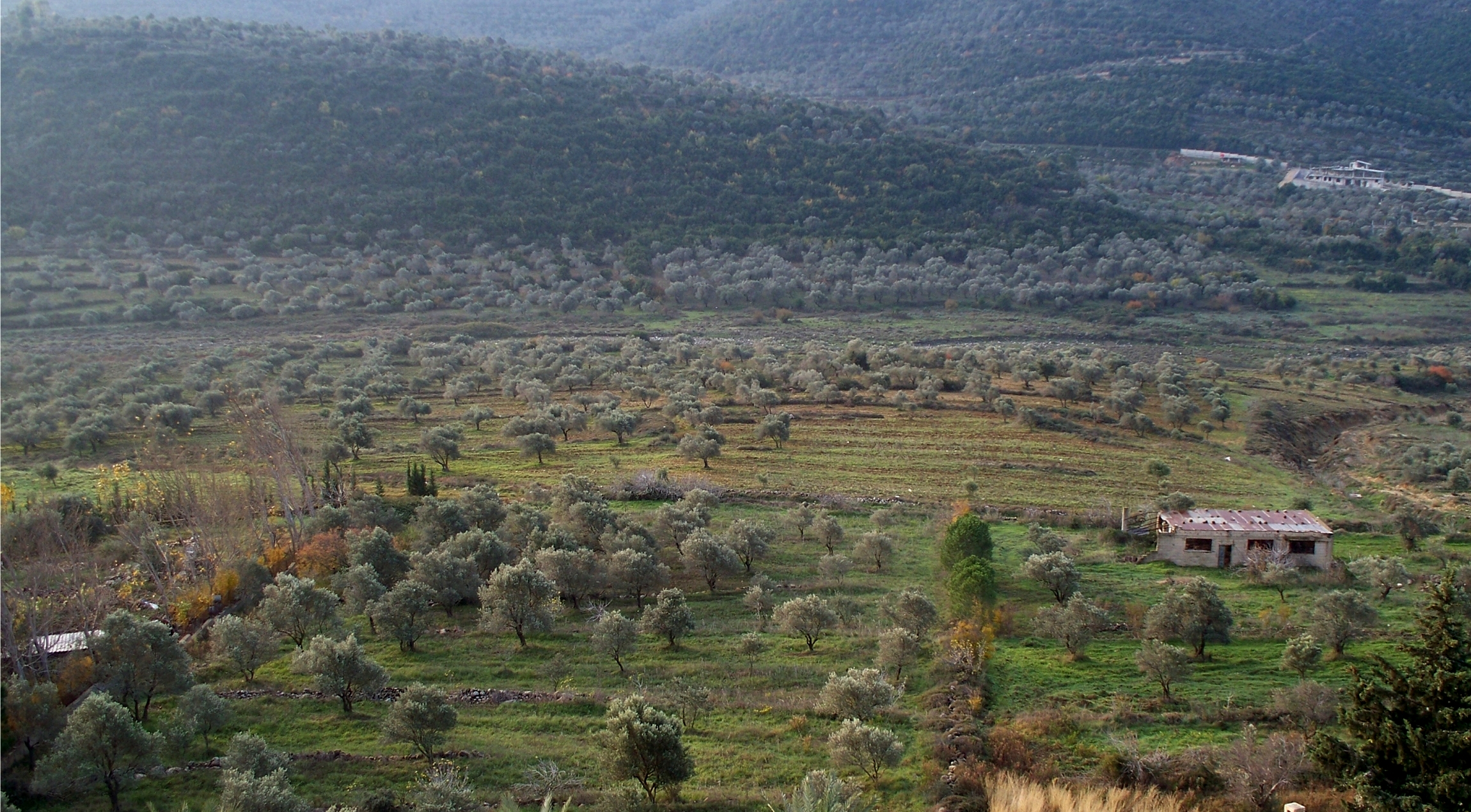
بساتين الزيتون في ريف محافظة حمص.

تعتبر الزراعة من أهم مقومات الاقتصاد السوري، تبلغ مساحة مجمل الأراضي الصالحة للزراعة 32% وتشكل 26% من مجموع الدخل القومي، ويعمل بالمجال الزراعي فقط دون الصناعات المعتمدة على الزراعة وفق الإحصاءات الرسمية لعام 2007 نحو مليون عامل في سوق العمل. أهم المحاصيل، هي القمح والشعير والقطن التي تعتبر سوريا العاشرة عالميًا في إنتاجه، والزيتون وتعتبر السادسة عالميًا في إنتاجه؛ إلى جانب الخضار والفواكة من الأشجار المثمرة وسواها، والأزهار؛ ويعتبر الأمن الغذائي في سوريا محققًا، وتعتبر الخضار والفواكة وسائر المحاصيل الزراعية من صادرات البلاد لاسيّما لدول الخليج العربي.

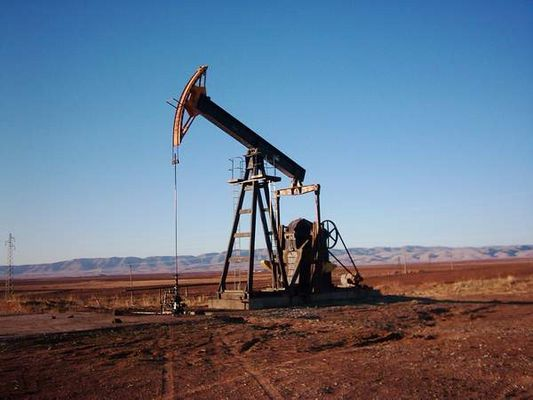
استخراج النفط في رميلان، محافظة الحسكة.

أما تربية الحيوان، فإلى جانب بعض البدو الرحّل في البادية والذين يعتاشون بشكل رئيسي على تربية الماعز والغنم والجمال؛ فانتشار مزارع تربية الأبقار والأغنام ومداجن الدجاج منتشرة في الريف السوري؛ ويقدر عدد الأبقار بحوالي 1.165 مليون رأس تنتج 1.516 مليون طن من الحليب و62 ألف طن من اللحوم، أما عدد الأغنام فيصل إلى مليوني رأس تنتج 750 ألف طن من الحليب و184 ألف طن من اللحوم و23 ألف طن من الصوف سنويًا. أما الدجاج فيبلغ عدده حوالي 120 مليون دجاجة تؤمن حوالي 4000 مليون بيضة سنويًا؛ وينتشر صيد الأسماك في المناطق الساحلية ومناطق الأنهار والبحيرات ويصل الإنتاج السنوي منه إلى 17 ألف طن.

### الثروات الباطنية
تحتل سوريا المركز 27 عالميًا بإنتاج النفط، وتقع آباره بشكل أساسي في محافظتي الحسكة ودير الزور، ويكرر محليًا في مصفاتي حمص وبانياس، ويبلغ الإنتاج 400 ألف برميل يوميًا؛ وهناك دراسات حديثة حول وجود نفط قبالة الشاطئ السوري في البحر الأبيض المتوسط؛ وبكل الأحوال فإنه يتم تصدير النفط الخام واستيراد مشتقاته لتغطية حاجات السوق المحلية. ويعتبر الغاز الطبيعي المكشتف في محافظات الحسكة وإدلب وحمص ودير الزور، ثاني الثروات الباطنية في سوريا، ويبلغ الإنتاج اليومي منه 28 مليون متر مكعب، ويطرح في السوق المحلية لإنتاج الكهرباء والحاجات الأخرى، مع احتمال وجود آبار جديدة من النفط غير مكتشفة بعد. أما ثالث الثروات الباطنية هو الفوسفات، وقد بلغ حجم الإنتاج منه عام 2010، حوالي 3.6 مليون طن يصدر معظمه.

### الصناعة

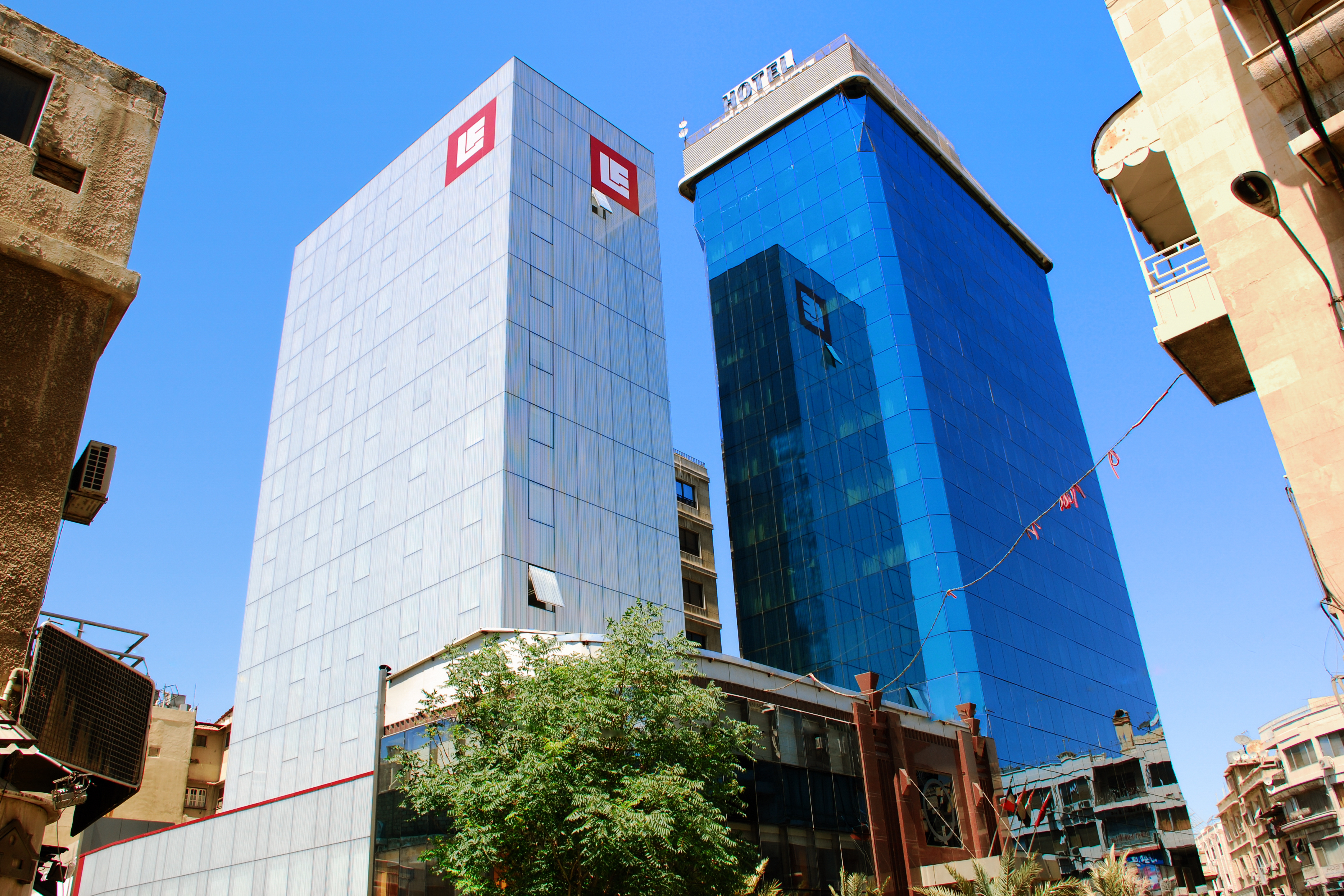
بنك الشرق وبقربه فندق "بلو تاور" في دمشق.

تعتبر سوريا بلدًا صناعيًا من الدرجة المتوسطة، والاستثمار الصناعي مقسوم بدوره إلى قطاعين، الاستثمار في القطاع العام الذي تديره الحكومة والاستثمار في القطاع الخاص الممثل بالمصانع والشركات الصناعية والمساهمة الخاصة أو المشتركة، تبلغ مساهمة القطاع الخاص الصناعي في الناتج المحلي 60%، وهو ما يعتبر نسبة مرتفعة خصوصًا في ظل تحوّل البلاد إلى «نظام السوق الاجتماعي». سعت الدولة خلال التحوّل نحو نظام السوق الاجتماعي، تشجيع الصناعات الخاصة من خلال قوانين تشجيع الاستثمار، والإعفاء لسبع سنوات في الضرائب من تاريخ بدء الإنتاج، وافتتاح وتطوير عدد من المدن الصناعية الملحقة بالمدن الكبرى.

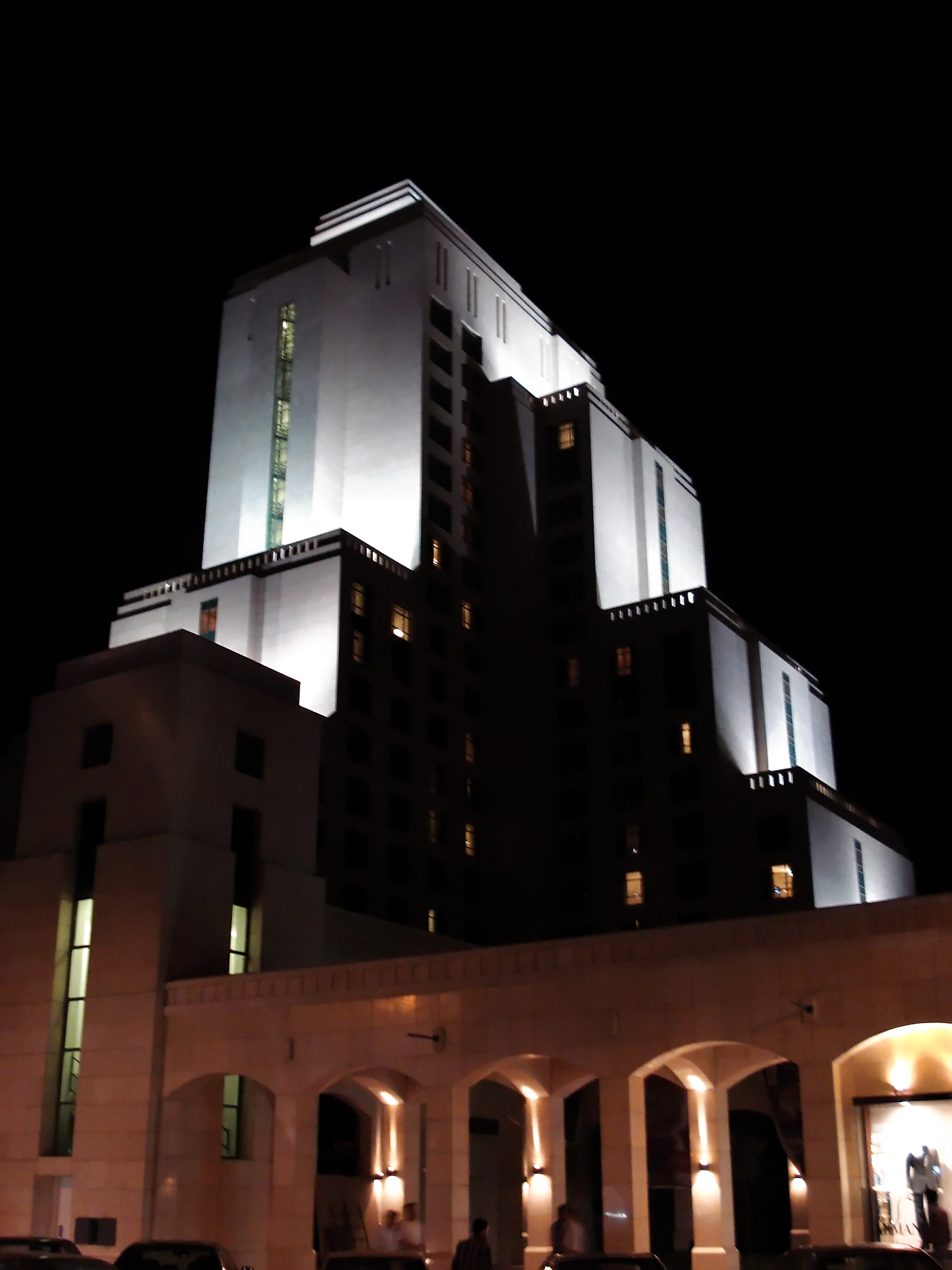
فندق الفور سيزون في دمشق.

أبرز الصناعات السوريّة هي الصناعات النسجية كالحلج والغزل والنسج، والصناعات الغذائية، والصناعات المعتمدة على مواد الإنشاء والتعمير؛ والصناعات الكهربائية والإلكترونية كالادوات المنزلية وشاشات الحاسوب والتلفاز (شركة تريفيو وسيرونيكس والحافظ)؛ وهناك معملان لصناعة وتجميع السيارات لتلبية حاجة السوق المحليّة أساسًا؛ فضلاً عن الصناعات المرتبطة بالثروات الباطنية كصناعة الأسمدة والاسمنت؛ أما فيما يخص الطاقة، فقد بلغ إنتاج البلاد عام 2010 45.9 مليار كيلوواط ساعي، يستهلك القسط الأكبر محليًا ويصدر الباقي إلى لبنان. وبشكل عام فإنّ الصناعات الإلكترونية ضعيفة للغاية وتستورد البلاد غالب احتياجاتها منها.

### التجارة والخدمات
يشكل قطاع الخدمات حوالي 42% من الناتج المحلي الإجمالي و39% من مجموع القوى العاملة في البلاد. الخدمات المصرفية تقسم بين القطاعين العام والخاص وأغلب المصارف الكبرى في الشرق الأوسط تملك فروعًا في سوريا، ويدير مصرف سورية المركزي مجمل العملية المالية في الدولة. كانت القيود على حركة انتقال رؤوس الأموال من وإلى سوريا تشوبها العديد من العوائق قبل التحوّل نحو الاقتصاد المفتوح والسماح لغير الجهات العامة بالاستثمار في قطاع البنكية والمؤسسات المالية، وهو ما توّج بافتتاح سوق دمشق للأوراق المالية عام 2009.

### السياحة
بلغت نسبة عائدات سوريا من السياحة عام 2007 14.4% من مجمل الدخل القومي السوري، وتوفر السياحة عمالة لحوالي 13% من مجموع القوى العاملة في البلاد إلى جانب 31% من احتياطي النقد الأجنبي، وبلغ عدد السياح في عام 2007 4.6 مليون سائح حسب إحصاءات وزارة السياحة دون احتساب السوريين المقيمين في الخارج، وأبدت الحكومة السورية اهتمامًا خاصًا بالسياحة من خلال رفع نسبة الإنفاق عليها في الموازنة العامة للدولة عام 2007 بنسبة 350% عما كانت عليه في السابق، كما بلغت قيمة الاستثمار في المجال السياحي من قبل القطاعين العام والخاص 6 مليارات دولار. اهتمام السوّاح بسوريا، يعود لاحتوائها على العديد من القلاع والمواقع الأثرية لحقبات تاريخية مختلفة ويزيد عدد المواقع المكتشفة في سوريا والتي تعود إلى العصر الحجري القديم إلى 700 موقع أثري، إضافة إلى المواقع الأثرية التي تعود للمراحل اللاحقة حتى العصر العثماني، إلى جانب انتشار المصايف والغابات ذات الحرارة المعتدلة والمناظر الطبيعية في مناطق واسعة منها. كما أن تكلفة إقامة السوّاح في سوريا تعتبر أقل بكثير مما يدفعه السائح في بلدان مجاورة كتركيا أو لبنان؛ وتقام في سوريا مهرجانات سنوية عديدة أهمها معرض دمشق الدولي، ومهرجان القلعة والوادي، وتحوي البلاد أيضًا على عدد كبير من المتاحف، أهمها المتحف الوطني بدمشق المؤسس عام 1919. وقد أفضت الأزمة السورية منذ 2011، لاختفاء السياحة في البلاد.

## القوة العاملة
القوة العاملة هي مجموع السكان الذين يقدمون على عرض العمل سواءً أكانوا يعملون فعلاً أم يبحثون عنه، وقد بلغ عدد أفراد القوّة العاملة في سوريا عام 2002 5.5 ملوين نسمة، بتزايد 0.3 مليون سنويًا، أي بنسبة نمو 4.3% وهي تعتبر من النسب المرتفعة للغاية، وأما نسبة قوة العمل إلى مجموع السكان فهو منخفض بالمقارنة مع الدول المجاورة سيّما المتقدمة، إذ لا تتجاوز 32% من مجموع السكان، والسبب الرئيسي في ذلك كون المجتمع السوري عمومًا مجتمعًا فتيًا ترتفع فيه نسبة الأطفال وبالتالي تقلّ نسبة قوة العمالة، والثاني ضعف مشاركة الإناث في القوة العاملة وبقاء كثير منهنّ في البيوت لتربية الأطفال ورعاية المنزل، وهو ما يؤدي ليس فقط لانخفاض نسبة القوة العاملة، بل أيضًا إلى ارتفاع معدل الإعالة وانخفاض حصة الفرد من الناتج المحلي الإجمالي، ويؤثر سلبًا على مستوى المعيشة. ويذكر أن المشاركة الأنثويّة قد تضاعفت خلال الآونة الأخيرة فبينما كانت تشكل 7% فقط من القوّة العاملة عام 1980 أصبحت عام 2000 13% من مجموعها.
وفيما يخصّ المكتسبات التعليمية للقوة العاملة السوريّة، فبدورها قد شهدت تطورًا ملحوظًا، فبعد أن كان 49% من القوة العاملة من الأميين عام 1970 انخفضت النسبة إلى 16.5% عام 1994، وارتفع في المقابل مساهمة حملة الشهادات الجامعيّة في سوق العمل من 1.6% إلى 6%، رغم ذلك تعتبر النسب إذا ما قورنت بالمعدلات العالميّة ذات نمو ضعيف. وترتفع نسبة الأميّة بين سكان الأرياف سيما ريف محافظة حلب والرقة والحسكة ودير الزور، بالمقارنة مع سكان المدن، وعلى الرغم من الجهود التي بذلتها الدولة السوريّة لمحو الأميّة وعلى رأسها إصدار قانون التعليم عام 1970 إلا أنها فشلت في القضاء عليها، وبحسب «التقرير الوطني للتنمية البشرية» الصادر عام 2005 فإن وجود 16.5% من القوة العاملة أميّة تعتبر مشكلة خطيرة، إن كان من ناحية نوعية إنتاجها، أم من ناحية تطور الحركة الاقتصادية والاجتماعية بشكل عام.
نحو 23.5% من القوة العاملة تمتهن الزراعة، وهي نسبة مرتفعة وتؤثر سلبًا على تطور الاقتصاد، رغم ذلك فهي انخفضت إلى نصف ما كانت عليه عام 1970، في حين تزايدت نسبة العاملين في المنشآت الصناعيّة الكبيرة والقطاع الخدمي والأعمال الإدارية. وفيما يخصّ الصناعة فإن 12.5% من القوة العاملة تتجه نحوها، على أن مشكلة الصناعة في سوريا كون 85% من المنشآت الصناعيّة منشآت صغيرة من الطراز الذي يوظف أقل من عشرة عمال، وبين المسح الذي أجري عام 2000 أنّ 2.3% من المنشآت فقط يعمل بها أكثر من مائة عامل. هذا ينسحب بدوره على نوعية الآلات التي تستخدمها العمالة، فحوالي 13% من المنشآت تستخدم تجهيزات يدويّة و49% منها تجهيزات نصف آليّة في حين أن 38% من المنشآت فقط تستخدم تجهزيات آلية. كما بدوره، يؤثر على عدم حاجة السوق المحلي، لكفاءات علمية عاليّة بنفس المقدار لحاجته لعمالة غير متقدمة علميًا بسبب عدم اعتماد المنشآت أساسًا على تجهيزات آلية حديثة، تتطلب كوادر علمية وفنية لإدارة عمليات الإنتاج.
سائر العمالة، تتوزع وفق إحصاء العام 2001، وفق الشكل التالي: قطاع البناء 11%، وقطاع السياحة 13%، وقطاع النقل 5%، والمال والعقارات 2%، والخدمات 20% والنسبة الباقية عاطلة عن العمل.

## العقوبات
- فرضت الولايات المتحدة عقوبات جديدة في منتصف حزيران/يونيه 2020، مما زاد من الضغط السياسي والاقتصادي على النظام السوري. وتهدف هذه الخطوة إلى عزل الرئيس بشار الأسد ودفعه إلى العودة إلى محادثات السلام التي توسطت فيها الأمم المتحدة. ووفقاً للعقوبات الأمريكية الجديدة المفروضة على دمشق، فإن الدول التي تتعامل مع النظام السوري مثل الصين والإمارات العربية المتحدة وأي دولة أخرى، معرضة أيضاً لخطر العقوبات.